# Jacobaea borysthenica
Jacobaea borysthenica (жовтозілля дніпровське як Senecio borysthenicus) — вид рослин з родини айстрових (Asteraceae), поширений у Білорусі, Україні, Молдові, Румунії.

## Опис
Багаторічна рослина 30–100 см заввишки. Всі листки двічі перисторозсічені, з розчепіреними вузькими (до 0.5–2 мм завширшки) лінійними частками. Нижні листки довго-черешкові, верхні — сидячі. Кошики у щиткоподібній волоті. Сім'янки циліндричні, до 2 мм завдовжки; крайові — голі, без чубчика; внутрішні — волосисті, з чубком; чубчик у 2–3 рази довші від сім'янки.

## Поширення
Поширений у Білорусі, Україні, Молдові, Румунії.
В Україні вид зростає на піщаних місцях — у Лісостепу і Степу (переважно в долині Дніпра і Сіверського Дінця), зазвичай; у Криму (на Арабатській Стрілці та Керченському півострові), рідко.